# Белобокий заяц
Белобокий заяц (лат. Lepus callotis) — вид рода Lepus из отряда зайцеобразных.

## Распространение
Ареал: Мексика (штаты: Агуаскальентес, Чиуауа, Дуранго, Гуанахуато, Герреро, Идальго, Халиско, Федеральный Округ Мехико — возможно вымерли, штат Мехико, Мичоакан, Морелос, Оахака, Пуэбла, Керетаро, Сан-Луис-Потоси, Сонора, Тласкала, Веракрус, Сакатекас), США (штат Нью-Мексико). Обитает на высотах от 750 м в штате Морелос до 2550 м в штате Пуэбла. Живёт на открытых лугах.

## Поведение
Их основной пищей являются почти исключительно травянистые растения, но этот вид может питаться корнями в сухое время года и в засуху.
Сезон размножения с середины апреля до августа, а средний размер выводка составляет 2,2 (от 1 до 4 молодых). Во время периода размножения самка способна давать по крайней мере 3 приплода в год.

## Морфологические признаки
Средняя общая длина составляет 55,0 см. Хвост до 10 см, уши до 15 см. Передние лапы имеют пять пальцев в то время как задние лапы — четыре. Все пальцы имеют прочные когти. Некоторый половой диморфизм характерен для данного вида, как правило, самки крупнее самцов. Мех на спине короткий и грубый желтовато-коричнево-черноватого цвета, брюхо и бока белые, с некоторой пятнистостью.